# Józef Trojak
Józef Trojak (Grębanin, 21 de marzo de 1966 - Grębanin, 4 de febrero de 2014) fue un futbolista polaco que jugaba en la demarcación de defensa.

## Biografía
Józef Trojak debutó como futbolista en 1983 con el Górnik Wałbrzych. El mismo año de su debut, Trojak ganó con su equipo la I Liga, ascendiendo por lo tanto a la máxima categoría del fútbol polaco. Permaneció durante seis años más en el club, siendo traspasado al Śląsk Wrocław por un año. 
Al finalizar la temporada 1989/1990, Trojak volvió al Górnik Wałbrzych, donde se retiró al final de la temporada 1990/1991 a los 35 años de edad.
Falleció tras sufrir una insuficiencia cardíaca el 4 de febrero de 2014 en Grębanin a los 47 años de edad.

## Clubes
| Club             | País    | Año         |
| ---------------- | ------- | ----------- |
| Górnik Wałbrzych | Polonia | 1983 - 1989 |
| Śląsk Wrocław    | Polonia | 1989 - 1990 |
| Górnik Wałbrzych | Polonia | 1990 - 1991 |

## Palmarés

### Campeonatos nacionales
| Título | Club             | País    | Año  |
| ------ | ---------------- | ------- | ---- |
| I Liga | Górnik Wałbrzych | Polonia | 1983 |